# Juan Carlos Heredia
Juan Carlos Heredia (ur. 1 maja 1952 w Córdobie, Argentyna) – piłkarz hiszpański pochodzenia argentyńskiego. Grał w latach siedemdziesiątych i osiemdziesiątych XX wieku. Jego pozycja na boisku to napastnik.
Karierę piłkarską rozpoczął w Argentynie, lecz grał tam tylko w amatorskich klubach. W profesjonalnych klubach rozpoczął przygodę dopiero po przyjeździe do Europy, gdzie grał w klubach FC Porto (1972/73), Elche CF (1973/74) i FC Barcelona (1974-79).
Najlepsze lata swojej kariery spędził w katalońskim klubie. W barwach FC Barcelona zdobył Copa del Rey w roku 1976. Zakończył karierę klubową w River Plate w 1985 roku.
Rozegrał także 3 spotkania w piłkarskiej reprezentacji Hiszpanii w latach 1978–1979.

## Osiągnięcia
- Copa del Rey (1976)
- Puchar Zdobywców Pucharów (1978/79)
- Metropolitano Champions (1980)
- Nacional Champions (1981)